# Cmucha przejrzysta
Cmucha przejrzysta, przydrożnica dziurawcówka (Actinotia polyodon) – gatunek motyla z rodziny sówkowatych. Zamieszkuje krainę palearktyczną od Półwyspu Iberyjskiego po Wyspy Japońskie. Gąsienice żerują głównie na kwiatach i owocach dziurawców i traganków.

## Taksonomia
Gatunek ten opisany został po raz pierwszy w 1759 roku przez Carla Alexandera Clercka pod nazwą Phalaena polyodon. Jako miejsce typowe autor ten wskazał Szwecję. W 1761 roku Karol Linneusz opisał ten sam gatunek na łamach drugiego wydania Fauna Suecica pod nazwą Phalaena perspicillaris. W 1821 roku Jacob Hübner wyznaczył go gatunkiem typowym nowego rodzaju Actinotia.

## Morfologia

### Owad dorosły

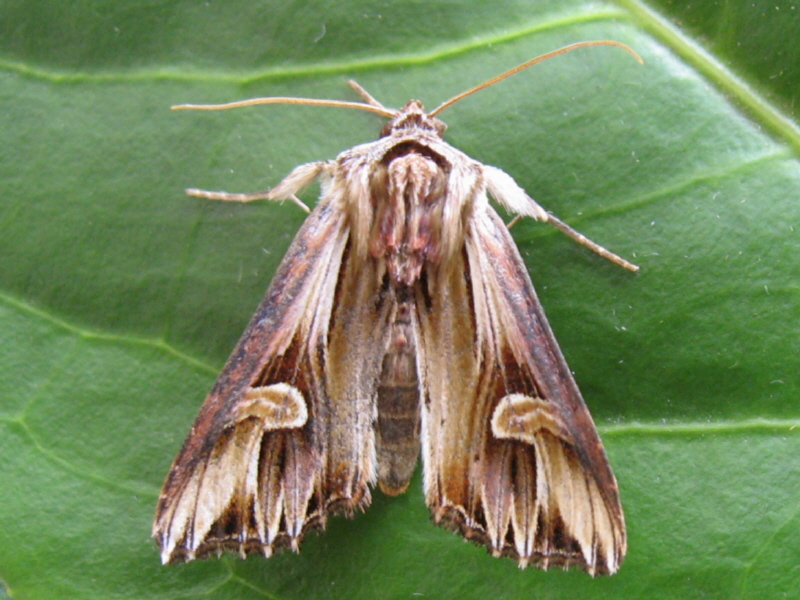
Imago w spoczynku

Motyl ten osiąga od 31 do 36 mm rozpiętości skrzydeł. Głowa jego cechuje się płaskim czołem. Czułki u obu płci mają formę nitkowatą. Tułów jest krępej budowy. Przednie skrzydło osiąga od 15 do 18 mm długości i jest stosunkowo wąskie. Tło tego skrzydła jest brunatne z mocnymi rozjaśnieniami obok kreski nasadowej i w części przedwierzchołkowej. Na wzór tego skrzydła składa się rozjaśniona plamka nerkowata oraz przepaska falista z dwoma ostrokątnymi występami, formująca w części środkowej wzór w kształcie litery „W”; plamka okrągła nie występuje. Zewnętrzna krawędź skrzydła przedniego jest charakterystycznie ząbkowana. Skrzydło tylnej pary ma ubarwienie szare z jaśniejszą częścią nasadową. Odnóża przedniej pary mają golenie pozbawione kolców. Kształt odwłoka jest obły.
Genitalia samca mają szeroką walwę o silnie zesklerotyzowanym, bardzo szerokim, w zarysie niemal prostokątnym wyrostku. Grzbietowa strona zaokrąglonego i znacznie węższego od walwy kukulusa jest pozbawiona wyrostków. Dwa duże kolce umieszczone są na edeagusie.
Genitalia samicy mają bardzo długie gonapofizy tylne oraz dłuższe niż szerokość ósmego tergitu mierzona nad nimi gonapofizy przednie. Pojedyncza, szeroka torebka kopulacyjna nie ma znamion. Przewód torebki kopulacyjnej jest na całej długości wąski i bardzo słabo zesklerotyzowany. Płytka przedwaginalna jest dobrze zesklerotyzowana.

### Larwa
Gąsienica ma najczęściej główne ubarwienie rudobrązowe lub szarobrązowe. Bokami jej ciała biegną szerokie pasy podłużne koloru żółtawobiałego, nad którymi rozmieszczone są szeregi czarnych plamek o półkolistym obrysie – po parze na każdym segmencie ciała.

## Ekologia i występowanie

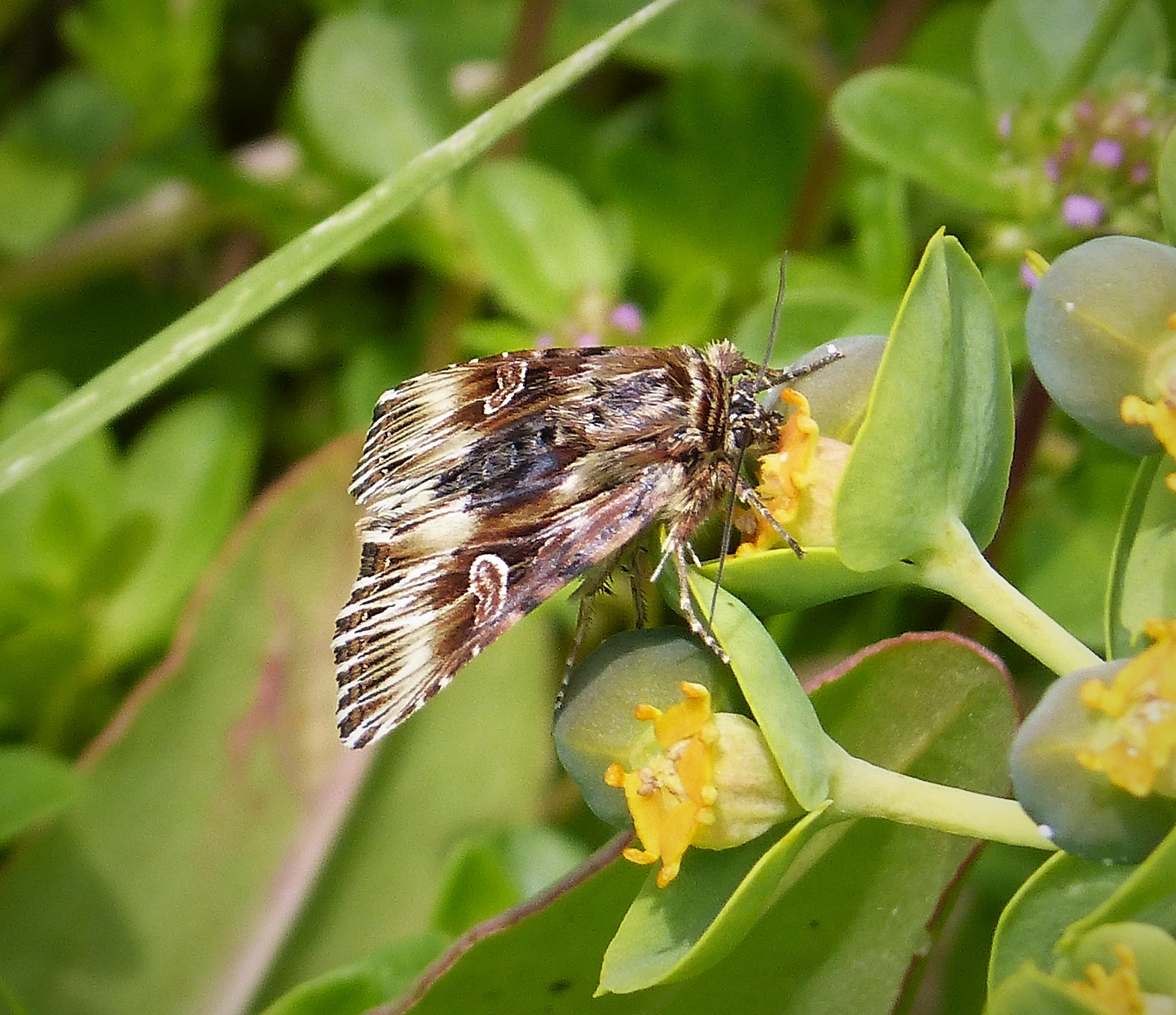
Imago w trakcie posiłku

Owad ten zasiedla lasy liściaste, skraje lasów i polany leśne, parki, suche łąki, ugory, przydroża, przytorza i ogrody. Owady dorosłe pojawiają się w warunkach środkowoeuropejskich w dwóch pokoleniach, z których pierwsze lata w maju i czerwcu, a drugie w lipcu i sierpniu, czasem jeszcze we wrześniu. Odżywiają się nektarem. Gąsienice spotkać można od czerwca do października, ale najczęściej w lipcu i sierpniu. Gąsienice są fitofagami żerującymi głównie na dziurawcach, w tym na dziurawcu zwyczajnym i czterobocznym. Ponadto stwierdzono ich żerowanie na traganku szerokolistnym. Zjadane są głównie kwiaty i owoce rośliny żywicielskiej. Zimowanie odbywa się w stadium poczwarki.
Gatunek palearktyczny. W Europie znany jest z Hiszpanii, Andory, Wielkiej Brytanii, Francji, Belgii, Luksemburgu, Holandii, Niemiec, Szwajcarii, Liechtensteinu, Austrii, Włoch, Danii, Szwecji, Norwegii, Finlandii, Estonii, Łotwy, Litwy, Polski, Czech, Słowacji, Węgier, Białorusi, Ukrainy, Rumunii, Mołdawii, Bułgarii, Słowenii, Chorwacji, Bośni i Hercegowiny, Serbii, Czarnogóry, Macedonii Północnej, Grecji oraz europejskiej części Rosji. Dalej na wschód rozprzestrzeniony jest przez Syberię i Daleki Wschód Rosji po Koreę i Japonię. W Polsce jest owadem stosunkowo pospolitym w całym kraju i jedynym przedstawicielem swojego rodzaju, natomiast w niektórych jej krajach ościennych występuje jeszcze Actinotia radiosa.